# Мартыненко, Анатолий Алексеевич
Анато́лий Алексе́евич Марты́ненко (1 июня, 1925, село Горбачёво-Михайловка, Донецкая область — 23 июня, 1995) — участник Великой Отечественной войны, автоматчик 263-го гвардейского стрелкового полка (86-я гвардейская стрелковая дивизия, 46-я армия, 2-й Украинский фронт). Кавалер ордена Славы трёх степеней (1945, 1945, 1946). Оцинковщик Харцызского сталепроволочно-канатного завода Министерства чёрной металлургии Украинской ССР, Донецкая область. Герой Социалистического Труда (1971).

## Биография
Анатолий Алексеевич Мартыненко родился 1 июля 1925 года в селе Горбачёво-Михайловка Донецкой области УССР. Украинец.
Окончив 7 классов, Анатолий Алексеевич Мартыненко работал в колхозе. Пережил оккупацию и после освобождения родных краёв от фашистов продолжил работать в колхозе. Восстанавливал разрушенное хозяйство. Когда Анатолию исполнилось 18 лет ушёл на фронт.

## Участие вВОВ
Анатолия Алексеевича Мартыненко призвали в ряды РККА в 1943 году. На 2-й Украинский фронт попал в январе 1944 года.
С боями прошёл почти всю родную Украину, участвовал в освобождении Херсона и Николаева, Одессы и Кишинёва. Вёл тяжёлые бои под Одессой. Трое суток их подразделение отбивало атаки фашистов. Тогда он получил свою самую первую награду — медаль «За отвагу». А через несколько недель за проявленную храбрость при форсировании Днестра и умелые действия в бою был награждён солдатским орденом Славы III степени. 
А затем Румыния и Болгария, Венгрия и Югославия. Здесь он уже командовал отделением, ходил в тыл врага. Вместе с разведчиками гвардейского полка он перешёл линию фронта, уничтожил пулемёт противника, забросал гранатами дом, в котором находились фашисты, отвлёк их внимание на себя, дав возможность разведчикам «взять нужного языка».
29 декабря 1944 года в бою за венгерский населённый пункт Пилишсентлек сержант Анатолий Алексеевич Мартыненко лично убил более десятка пехотинцев.
Приказом по 86-й гвардейской стрелковой дивизии № 01/н от 8 января 1945 года за мужество и отвагу, проявленные в боях, гвардии сержант Анатолий Алексеевич Мартыненко награждён орденом Славы 3-й степени.
Находясь на задании в венгерском городе Дорог вместе с разведывательной группой, Анатолий Алексеевич Мартыненко, первым достигнув дома, где находились гитлеровцы, забросал гранатами, уничтожив пулемётное гнездо и около десяти противников.
Приказом командующего войсками 46-й армии № 058/н от 24 февраля 1945 года гвардии сержант Анатолий Алексеевич Мартыненко награждён орденом Славы 2-й степени.
6 марта 1945 года опять у города Дорог сержант Анатолий Алексеевич Мартыненко вместе с разведывательной группой ворвался в траншею гитлеровцев, ликвидировав в рукопашном бою трёх солдат и захватив одного в плен.
Трижды был ранен гвардеец, но оставался в строю. В августе 1945 года А. А. Мартыненко уже был на Дальнем Востоке. Он участвовал в разгроме квантунской армии, с боями пройдя через тайгу, горы и болота. Не знал тогда Анатолий Алексеевич, что был представлен к ордену Славы II степени, а за бои в Маньчжурии — к ордену Славы I степени. Ордена нашли его на заводе, спустя много лет. И стал он полным кавалером высшего солдатского ордена.
Указом Президиума Верховного Совета СССР от 15 мая 1946 года за образцовое выполнение заданий командования в боях с немецко-фашистскими захватчиками гвардии сержант Анатолий Алексеевич Мартыненко награждён орденом Славы 1-й степени.

## Послевоенная биография
После увольнения в запас в 1950 году Анатолий Алексеевич Мартыненко жил в городе Харцызск (Донецкая область, УССР). Там он работал оцинковщиком на сталепроволочнокатном заводе.
Указом Президиума Верховного Совета СССР от 30 марта 1971 года «за достижение высоких технико-экономических показателей в выполнении заданий восьмой пятилетки» оцинковщику Харцызского сталепроволочнокатного завода Анатолию Алексеевичу Мартыненко присвоено звание Героя Социалистического Труда с вручением ордена Ленина и золотой медали «Серп и Молот».
Мартовский день 1971 года он запомнил на всю жизнь. Вот как об этом писала газета «Социалистическая индустрия»

....День предстоял особый: открывался XXIV съезд Коммунистической партии Советского Союза. В честь этого знаменательного события бригада Анатолия Алексеевича встала на трудовую вахту. Восьмую пятилетку она выполнила досрочно — за четыре года. Подойдя к стану, бригадир вдруг увидел свой портрет. Под ним было написано: «Здесь работает Герой Социалистического Труда Мартыненко Анатолий Алексеевич». Бригадир не сразу смог прийти в себя. Со всех сторон его обступили товарищи по работе. Они радостно улыбались и горячо поздравляли бригадира... 
— Эльдарова Р. Б. Мартыненко Анатолий Александрович // Герои Социалистического Труда. — Президиума Верховного Совета СССР. — М.: «Известия Советов народных депутатов», 1988. — С. 88—89. — 216 с. — 17 000 экз.
Стал одним из семи полных кавалеров ордена Славы, удостоенных за мирный труд высокого звания Героя Социалистического Труда.
Анатолий Алексеевич Мартыненко умер 23 июня 1995 года. Похоронен в Харцызск.

## Награды
- Золотая медаль «Серп и Молот» (30.03.1971);
- орден Ленина (30.03.1971)

- Орден Отечественной войны I степени (3.03.1985)[3]
- Полный кавалер ордена Славы:
  - орден Славы I степени (15.05.1946)[4];
  - орден Славы II степени (24.02.1945)[5];
  - орден Славы III степени (08.01.1945)[6];
- медали, в том числе:
  - медаль «За отвагу» (29.05.1944)[7]
  - «В ознаменование 100-летия со дня рождения Владимира Ильича Ленина» (6 апреля 1970)
  - «За победу над Германией» (9 мая 1945[8])[4]
  - «За взятие Будапешта» (9.6.1945)[1]
  - «20 лет Победы в Великой Отечественной войне 1941—1945 гг.» (7 мая 1965[9])
  - «30 лет Победы в Великой Отечественной войне 1941—1945 гг.»[10]
  - 40 лет Победы в Великой Отечественной войне 1941—1945 гг.[11]
  - «За победу над Японией» (9.09.1945)[4]
  - «30 лет Советской Армии и Флота»[12]
  - «40 лет Вооружённых Сил СССР»[13]
  - «50 лет Вооружённых Сил СССР» (26 декабря 1967[14])
- Знак «25 лет победы в Великой Отечественной войне» (1970)

## Память
- На могиле установлен надгробный памятник
- Его имя увековечено в Главном Храме Вооружённых сил России, и навсегда запечатлено на мемориале «Дорога памяти»